# 谷口正晃
谷口 正晃（たにぐち まさあき、1966年7月6日 - ）は、日本の映画監督。

## 来歴
- 京都府京都市生まれ[1]。
- 東山高等学校、日本大学芸術学部映画学科卒業後、助監督として数々の作品に参加。その後テレビドラマの演出を経て2010年『時をかける少女』で長編映画監督デビュー。
- 若手女優の演出に定評がある。
- テレビドラマで多数の受賞。

## 主な作品

### 助監督作品
- 1993年『乳房』監督:根岸吉太郎
- 1994年『熱帯楽園倶楽部』監督:滝田洋二郎
- 1995年『渚のシンドバッド』監督:橋口亮輔
- 1995年『勝手にしやがれ!! 強奪計画』監督:黒沢清
- 1996年『月とキャベツ』監督:篠原哲雄
- 1998年『愛を乞うひと』監督:平山秀幸
- 2000年『式日』監督:庵野秀明
- 2002年『ごめん』監督:冨樫森
- 2003年『美しい夏キリシマ』監督:黒木和雄
- 2007年『パッチギ! LOVE&PEACE』監督:井筒和幸

### 監督作品
- 2005年『min.Jam 学校の階段』オムニバスドラマ
- 2010年『時をかける少女』
- 2011年『乱反射』
- 2011年『スノーフレーク』年
- 2012年『シグナル 〜月曜日のルカ〜』
- 2012年『BUNGO ～ささやかな欲望～ 告白する紳士たち』
- 2014年『人質の朗読会』ドラマWスペシャル
- 2014年『父のこころ』
- 2014年『マザーズ』中京テレビ開局45周年記念ドラマ
- 2015年『マザーズ2015 〜17歳の実母〜』中京テレビ スペシャルドラマ
- 2016年『水族館ガール』NHKドラマ10
- 2016年『マザーズ2016 〜母たちの願い〜』中京テレビ スペシャルドラマ
- 2017年『愛を乞うひと』読売テレビ・日本テレビ スペシャルドラマ
- 2017年『マザーズ2017 〜野宿の妊婦〜』中京テレビ スペシャルドラマ
- 2018年『マザーズ2018 〜僕には、3人の母がいる〜』中京テレビ スペシャルドラマ
- 2019年『長閑の庭』NHK BSプレミアムドラマ
- 2020年『夜がどれほど暗くても』WOWOW 連続ドラマW
- 2021年『神様のカルテ』テレビ東京 ドラマスペシャル
- 2021年『ミュジコフィリア』
- 2022年『正体』WOWOW 連続ドラマW
- 2025年『リラの花咲くけものみち』NHK土曜ドラマ

#### その他
- 浜田省吾のコンサート用短編『初恋』
- ドラマ『週刊 赤川次郎』（テレビ東京系）の一編『青春の決算』

## 受賞
- 1989年『洋子の引越し』（日本大学芸術学部卒業制作の短編）で、ぴあフィルムフェスティバル 最優秀16mm賞・最優秀男優賞
- 2010年『時をかける少女』で、第32回ヨコハマ映画祭 新人監督賞・2010年日本映画ベストテン第10位
- 2014年『人質の朗読会』が、第4回衛星放送協会オリジナル番組アワード オリジナル番組賞 最優秀賞（ドラマ番組部門）
- 2014年『マザーズ』が、平成26年度文化庁芸術祭賞 テレビ・ドラマ部門 優秀賞
- 2015年『人質の朗読会』が、第55回モンテカルロ・テレビ祭 モナコ赤十字賞・SIGNIS賞の二つの特別賞
- 2015年『マザーズ』が、平成27年日本民間放送連盟賞 番組部門 テレビドラマ番組 最優秀賞
- 2015年『人質の朗読会』が、第43回国際エミー賞 ノミネート
- 2016年『マザーズ2015 〜17歳の実母〜』が、平成28年日本民間放送連盟賞 番組部門 テレビドラマ番組 優秀賞
- 2016年『水族館ガール』が、第54回ギャラクシー賞 奨励賞
- 2017年『愛を乞うひと』が、平成29年日本民間放送連盟賞 番組部門 テレビドラマ番組 優秀賞
- 2017年『愛を乞うひと』が、平成29年度文化庁芸術祭賞 テレビ・ドラマ部門 優秀賞
- 2017年『愛を乞うひと』が、ソウルドラマアワード2017 ノミネート
- 2017年『愛を乞うひと』が、アジア・太平洋こどもの権利賞2017
- 2017年『愛を乞うひと』が、MIPCOM2017 奨励賞
- 2018年『マザーズ2017 〜野宿の妊婦〜』が、東京ドラマアウォード2018 ローカル・ドラマ賞
- 2022年『連続ドラマW 正体』が、MIPCOM BUYERS' AWARD for Japanese Drama 2022 グランプリ
- 2022年『連続ドラマW 正体』が、第38回ATP賞 ドラマ部門 奨励賞